# Grand Prix Formule 1 van Turkije 2006
De Grand Prix Formule 1 van Turkije 2006 werd gehouden op 27 augustus 2006 op Istanbul Park in Istanbul.

## Testrijders op vrijdag
| Team                  | Rijder           |
| --------------------- | ---------------- |
| Williams - Cosworth   | Alexander Wurz   |
| Honda                 | Anthony Davidson |
| Red Bull - Ferrari    | Robert Doornbos  |
| BMW Sauber            | Sebastian Vettel |
| MF1 - Toyota          | Giorgio Mondini  |
| Toro Rosso - Cosworth | Neel Jani        |
| Super Aguri - Honda   | Franck Montagny  |

## Uitslag
| Positie | Nummer | Rijder               | Team                  | Ronden | Tijd/Opgave     | Startplaats | Punten |
| ------- | ------ | -------------------- | --------------------- | ------ | --------------- | ----------- | ------ |
| 1       | 6      | Felipe Massa         | Scuderia Ferrari      | 58     | 1:28:51.082     | 1           | 10     |
| 2       | 1      | Fernando Alonso      | Renault               | 58     | +5.575          | 3           | 8      |
| 3       | 5      | Michael Schumacher   | Scuderia Ferrari      | 58     | +5.656          | 2           | 6      |
| 4       | 12     | Jenson Button        | Honda                 | 58     | +12.334         | 6           | 5      |
| 5       | 4      | Pedro de la Rosa     | McLaren - Mercedes    | 58     | +45.908         | 11          | 4      |
| 6       | 2      | Giancarlo Fisichella | Renault               | 58     | +46.594         | 4           | 3      |
| 7       | 7      | Ralf Schumacher      | Toyota                | 58     | +59.337         | 15          | 2      |
| 8       | 11     | Rubens Barrichello   | Honda                 | 58     | +1:00.034       | 13          | 1      |
| 9       | 8      | Jarno Trulli         | Toyota                | 57     | +1 Ronde        | 12          |        |
| 10      | 9      | Mark Webber          | Williams - Cosworth   | 57     | +1 Ronde        | 9           |        |
| 11      | 15     | Christian Klien      | Red Bull - Ferrari    | 57     | +1 Ronde        | 10          |        |
| 12      | 17     | Robert Kubica        | BMW Sauber            | 57     | +1 Ronde        | 8           |        |
| 13      | 21     | Scott Speed          | Toro Rosso - Cosworth | 57     | +1 Ronde        | 17          |        |
| 14      | 16     | Nick Heidfeld        | BMW Sauber            | 56     | +2 Rondes       | 5           |        |
| 15      | 14     | David Coulthard      | Red Bull - Ferrari    | 55     | Versnellingsbak | 16          |        |
| Ret     | 19     | Christijan Albers    | MF1 - Toyota          | 46     | Gespind         | 22          |        |
| NC      | 22     | Takuma Sato          | Super Aguri - Honda   | 41     | +17 Rondes      | 21          |        |
| Ret     | 10     | Nico Rosberg         | Williams - Cosworth   | 25     | Waterlek        | 14          |        |
| Ret     | 23     | Sakon Yamamoto       | Super Aguri - Honda   | 23     | Gespind         | 20          |        |
| Ret     | 20     | Vitantonio Liuzzi    | Toro Rosso - Cosworth | 12     | Gespind         | 18          |        |
| Ret     | 3      | Kimi Räikkönen       | McLaren - Mercedes    | 1      | Botsing         | 7           |        |
| Ret     | 18     | Tiago Monteiro       | MF1 - Toyota          | 0      | Botsing         | 19          |        |

## Wetenswaardigheden
- Laatste race: Midland F1. Vanaf de volgende race rijdt het team onder de naam Spyker Midland F1 Racing.
- Voor het eerst sinds de Maleisische en de Braziliaanse races van 2003 zijn er twee races op een rij die voor verschillende coureurs hun eerste overwinning was. In 2003 waren dit Kimi Räikkönen en Giancarlo Fisichella, nu zijn dat Jenson Button en Felipe Massa.
- Ralf Schumacher en Christijan Albers kregen 10 plaatsen straf vanwege motorwissels.

## Standen na de Grand Prix

### Coureurs
| Positie | Nummer | Rijder               | Team             | Punten |
| ------- | ------ | -------------------- | ---------------- | ------ |
| 1       | 1      | Fernando Alonso      | Renault          | 108    |
| 2       | 5      | Michael Schumacher   | Scuderia Ferrari | 96     |
| 3       | 6      | Felipe Massa         | Scuderia Ferrari | 62     |
| 4       | 2      | Giancarlo Fisichella | Renault          | 52     |
| 5       | 3      | Kimi Räikkönen       | McLaren          | 49     |

### Constructeurs
| Positie | Nummers | Team             | Rijders                              | Punten |
| ------- | ------- | ---------------- | ------------------------------------ | ------ |
| 1       | 1 2     | Renault          | Fernando Alonso Giancarlo Fisichella | 160    |
| 2       | 5 6     | Scuderia Ferrari | Michael Schumacher Felipe Massa      | 158    |
| 3       | 3 4     | McLaren          | Kimi Räikkönen Pedro de la Rosa      | 89     |
| 4       | 11 12   | Honda            | Jenson Button Rubens Barrichello     | 58     |
| 5       | 7 8     | Toyota           | Ralf Schumacher Jarno Trulli         | 28     |

## Statistieken
| Snelste ronde | Michael Schumacher | Scuderia Ferrari | 1:28.005 |

## Noot
- Dit was de eerste pole position, eerste Grand Prix-winst en vijfde podiumplaats voor Felipe Massa.

2005 · 2006 · 2007 · 2008 · 2009 · 2010 · 2011 · 2020 · 2021